# Posio
Posio [ˈpɔsiɔ] ist eine Gemeinde im finnischen Teil Lapplands.
Die Gemeinde wurde 1926 aus den nördlichen Gebieten der Stadt Kuusamo gebildet und schloss sich dem Lääni Lappland an. Sie umfasst neben dem namensgebenden Ort Posio den Hauptort Ahola sowie die Siedlungen Anetjärvi, Mäntyjärvi, Pernu, Suorsa, Peräposio, Lehtiniemi, Ristilä, Jumisko, Aittaniemi, Nolimo, Maaninkavaara, Mourujärvi, Häme (Karjalaisenniemi), Tolva, Suonnankylä, Hyväniemi, Lohiranta, Kuloharju, Kynsilä und Sirniö.
Hauptarbeitgeber sind die Gemeinde selbst, mehrere Molkereien und die Keramikfabrik Pentik. Der Fabrik ist ein "Internationales Kaffeetassenmuseum" mit mehr als 2000 Exponaten angeschlossen.
Die malerische Landschaft lockt zudem viele Touristen nach Posio. Auf dem Gebiet der Gemeinde gibt es mehr als 2500 Mökkis (Sommerhäuser); in den Sommerferien verdoppelt sich so die Einwohnerzahl Posios.
Der 77 km² große Riisitunturi-Nationalpark befindet sich ganz auf der Gemarkung Posios, zudem zu einem Teil auch der Syöte-Nationalpark.

## Politik
Wie allgemein in den ländlichen Gegenden Nordfinnlands ist auch in Posio die Zentrumspartei die stärkste politische Kraft. Bei den Kommunalwahlen 2021 erhielt sie fast zwei Drittel der Stimmen, bei der Parlamentswahl 2007 waren es sogar nahezu 70 %. Im Gemeinderat, der höchsten Entscheidungsinstanz bei lokalen Angelegenheiten, stellt sie 12 von 17 Abgeordneten. Zweitgrößte Fraktion sind Perussuomalaiset, deutsch Basisfinnen, mit zwei Sitzen vor der lokalen Wahlliste Ryhmä 2008 Yhteislista mit ebenfalls zwei Sitzen. Die Sozialdemokraten errangen nur ein einstelliges Ergebnis und ein Mandat, während die konservative Nationale Sammlungspartei, eine der drei Volksparteien Finnlands, zur Wahl gar nicht erst antrat. Die Wahlbeteiligung war mit 52,6 % unterdurchschnittlich. 
| Partei                 | Wahlergebnis 2021 | Sitze |
| ---------------------- | ----------------- | ----- |
| Zentrumspartei         | 62,3 %            | 12    |
| Perussuomalaiset       | 13,2 %            | 02    |
| Ryhmä 2008 Yhteislista | 11,0 %            | 02    |
| Sozialdemokraten       | 08,7 %            | 01    |
|                        |                   | 17    |

## Söhne und Töchter von Posio
- Kaarlo Maaninka (* 1953), Langstreckenläufer
- Soile Isokoski (* 1957), Opern-, Lied- und Konzertsängerin